# Ola Ohlsson
Ola Ohlsson i riksdagen kallad Ohlsson i Näsbygård, född 22 november 1826 i Köpinge församling, Kristianstads län, död 28 december 1907 i Kristianstad, var en svensk lantbrukare och riksdagsman.
Ohlsson var lantbrukare i Näsbygård i Kristianstads län. Han var som riksdagsman ledamot av första kammaren 1880–1883, invald i Kristianstads läns valkrets.